# Pseudo-télépathie quantique
En physique quantique et en théorie des jeux, la pseudo-télépathie quantique fait référence au fait que, dans certains jeux bayésiens à informations asymétriques, les joueurs qui ont accès à un système physique partagé dans un état quantique intriqué, et qui sont capables d'exécuter des stratégies qui dépendent des mesures effectuées sur le système physique intriqué, peuvent obtenir des gains moyens plus élevés à l'équilibre que ceux qui peuvent être obtenus dans n'importe quel équilibre de Nash  à stratégie mixte du même jeu par des joueurs sans accès au système quantique intriqué.
Dans un article de 1999, Gilles Brassard, Richard Cleve et Alain Tapp ont démontré que la pseudo-télépathie quantique permet aux joueurs de certains jeux d'obtenir des résultats qui ne seraient autrement possibles que si les participants étaient autorisés à communiquer entre eux pendant le jeu.

## Terminologie
Ce phénomène a été appelé pseudo-télépathie quantique avec le préfixe pseudo faisant référence au fait que la pseudo-télépathie quantique n'implique pas l'échange d'informations entre les parties. Bien au contraire, la pseudo-télépathie quantique supprime la nécessité d'échanger des informations entre les parties dans certaines circonstances.
En supprimant la nécessité de communication pour obtenir des résultats mutuellement avantageux dans certaines circonstances, la pseudo-télépathie quantique pourrait être réalisée même si certains participants à un jeu étaient séparés par de nombreuses années-lumière, donc qu’une communication entre eux prendrait de nombreuses années. C’estt une illustration du caractère macroscopique de la non-localité quantique.
La pseudo-télépathie quantique est généralement vue comme une expérience de pensée pour illustrer les caractéristiques non locales de la mécanique quantique. Cependant, la pseudo-télépathie quantique est un phénomène réel qui peut être vérifié expérimentalement. C'est donc un exemple particulièrement frappant d'une confirmation expérimentale des violations des inégalités de Bell.

## Jeux à informations asymétriques
Un jeu bayésien est un jeu dans lequel les deux joueurs disposent d'informations imparfaites sur la valeur de certains paramètres. Dans un jeu bayésien, il se peut que pour certains joueurs, le gain attendu le plus élevé réalisable dans un équilibre de Nash est inférieur à celui atteignable s'il n'y a pas eu d'informations imparfaites. L'asymétrie d'information est un cas particulier d'information imparfaite, dans laquelle différents acteurs diffèrent par la connaissance qu'ils possèdent de la valeur de certains paramètres.
Une hypothèse courante dans les jeux bayésiens classiques à informations asymétriques est que les joueurs ignorent les valeurs de certains paramètres cruciaux avant le début du jeu. Une fois le jeu commencé, différents joueurs reçoivent des informations concernant la valeur de différents paramètres. Cependant, une fois le jeu commencé, les joueurs sont interdits de communication et ne peuvent par conséquent pas échanger les informations qu'ils possèdent collectivement sur les paramètres du jeu.
Cette hypothèse a une implication essentielle : même si les joueurs sont capables de communiquer et de discuter des stratégies avant le début du jeu, cela n'améliorera pas le gain attendu d'un joueur, car les informations essentielles concernant les paramètres inconnus n'ont pas encore été « révélées » aux participants du jeu. Cependant, si au contraire les joueurs sont autorisés à communiquer après le début du jeu, une fois que chaque joueur a reçu des informations concernant la valeur de certains des paramètres inconnus, les participants peuvent atteindre un équilibre de Nash qui est un optimum de Pareto pour tout équilibre de Nash réalisable en l'absence de communication.
La propriété fondamentale de la télépathie quantique est que, même si la communication avant le début d'un jeu bayésien à informations asymétriques n'entraîne pas d'amélioration des gains d'équilibre, on peut démontrer que, dans certains jeux bayésiens, autoriser les joueurs d'échanger des qubits intriqués avant le début du jeu peut permettre aux joueurs de atteindre un équilibre de Nash qui ne serait réalisable que si la communication dans le jeu était autorisée.

## Le jeu du carré magique

On tente de remplir un tableau 3 × 3 avec les nombres +1 et -1, de sorte que chaque ligne a un nombre pair d'entrées négatives et chaque colonne un nombre impair d'entrées négatives, un conflit est inévitable.

Un exemple de pseudo-télépathie quantique peut être observé dans le jeu du carré magique, introduit par Cabello et Aravind sur la base des travaux antérieurs de Mermin et Peres,,.
Ce jeu met en scène deux joueurs, Alice et Bob. Au début du jeu, Alice et Bob sont séparés et la communication entre eux n'est plus possible. Le jeu demande qu'Alice remplisse une ligne et Bob une colonne d'un tableau 3 × 3 avec des signes plus et moins.
Avant le début de la partie, Alice ne sait pas quelle ligne du tableau elle devra remplir. De même, Bob ne sait pas quelle colonne il devra remplir.
Une fois les deux joueurs séparés, Alice se voit attribuer au hasard une ligne du tableau et doit la remplir avec des signes plus et moins. De même, Bob se voit attribuer au hasard une colonne du tableau et il doit la remplir avec des signes plus et moins.
Les joueurs doivent satisfaire la condition suivante : Alice doit remplir sa ligne de manière qu'il y ait un nombre pair de signes moins dans cette ligne. De même, Bob doit remplir sa colonne de sorte qu'il y ait un nombre impair de signes moins dans cette colonne.
Alice ne sait pas quelle colonne est assignée à Bob. De même, Bob ne sait pas quelle ligne Alice a été invitée à remplir. Ainsi, ce jeu est un jeu bayésien avec des informations imparfaites asymétriques, car aucun des joueurs ne dispose d'informations complètes sur le jeu (informations imparfaites) et les deux joueurs diffèrent en termes d'informations qu'ils possèdent (informations asymétriques).
Selon les actions entreprises par les participants, l'un des deux résultats peut se produire dans ce jeu : soit les deux joueurs gagnent, soit les deux joueurs perdent.
Si Alice et Bob placent le même signe dans la cellule commune à leur ligne et leur colonne, ils gagnent la partie. S'ils placent des signes opposés, ils perdent la partie.
Les deux joueurs doivent placer tous leurs signes plus et moins simultanément, et un joueur ne peut voir où l'autre joueur a placé ses signes jusqu'à ce que la partie soit terminée.
On peut prouver que dans la formulation classique de ce jeu, il n'y a pas de stratégie (équilibre de Nash ou autre) qui permette aux joueurs de gagner la partie avec une probabilité supérieure à 8/9. Cette valeur 8/9 provient du fait que les joueurs peuvent se mettre d'accord sur la valeur à placer dans 8 des 9 carrés, mais pas dans le 9e carré, qui est le carré partagé avec une probabilité de 1/9. Si Alice et Bob se rencontrent avant le début du jeu et échangent des informations, cela n'a pas impact sur le jeu ; le mieux que les joueurs puissent faire est de gagner avec une probabilité de 8/9.
La raison pour laquelle le jeu ne peut être gagné qu'avec une probabilité de 8/9 c'est qu'il n'existe pas de tableau parfaitement cohérent : un el tableau est contradictoire, car la somme des signes moins du tableau est paire en considérant les sommes de lignes, et elle est impaire comme  somme de colonnes, ou vice versa. À titre d'illustration supplémentaire, s'ils utilisent le tableau partiel montré dans la figure ci-dessus (complété par un -1 pour Alice et un +1 pour Bob dans la case manquante) et que les lignes et les colonnes du jeu sont sélectionnées au hasard, ils gagnent 8 fois sur 9. Aucune stratégie classique ne peut battre ce taux de victoire (avec sélection aléatoire de lignes et de colonnes).
Si le jeu était modifié pour permettre à Alice et Bob de communiquer après avoir découvert quelle ligne/colonne leur a été assignée, alors il existerait un ensemble de stratégies permettant aux deux joueurs de gagner la partie avec une probabilité de 1. Cependant, si la pseudo-télépathie quantique est utilisée, alors Alice et Bob peuvent tous les deux gagner la partie sans communiquer.

### Stratégies pseudo-télépathiques
L'utilisation de la pseudo-télépathie quantique permet à Alice et Bob de gagner la partie toujours et sans aucune communication une fois la partie commencée.
Cela nécessite qu'Alice et Bob possèdent deux paires de particules avec des états intriqués. Ces particules sont préparées avant le début de la partie. Une particule de chaque paire est détenue par Alice et l'autre par Bob, elles ont donc chacune deux particules. Lorsqu'Alice et Bob apprennent quelle colonne et quelle ligne ils doivent remplir, chacun utilise ces informations pour sélectionner les mesures qu'ils doivent effectuer sur leurs particules. Le résultat des mesures apparaîtra à chacun d'eux comme étant aléatoire (et la distribution de probabilité partielle observée de l'une ou l'autre des particules sera indépendante de la mesure effectuée par l'autre partie), de sorte qu'aucune véritable « communication » n'a lieu.
Cependant, le processus de mesure des particules fournit une structure suffisante à la distribution de probabilité conjointe des résultats de la mesure pour que, si Alice et Bob choisissent leurs actions en fonction des résultats de leur mesure, alors il existe un ensemble de stratégies et de mesures permettant de gagner avec probabilité 1.
Alice et Bob peuvent être à des années-lumière l'un de l'autre, et les particules intriquées leur permettront quand même de coordonner suffisamment leurs actions pour gagner la partie avec certitude.
Chaque tour de ce jeu utilise un état intriqué. Jouer N tours nécessite N états intriqués (2N paires de Bell indépendantes, voir ci-dessous) qui doivent être  partagés à l'avance. En effet, chaque tour nécessite de mesurer 2 bits d'informations  (la troisième entrée est déterminée par les deux premières, il n'est donc pas nécessaire de la mesurer). Comme la mesure détruit l'intrication, il n’y a pas moyen de réutiliser les mesures de jeux précédents.
La solution consiste pour Alice et Bob à partager un état quantique intriqué et à utiliser des mesures spécifiques sur leurs composants de l'état intriqué pour en déduire les entrées du tableau. Un état corrélé approprié consiste en une paire d'états de Bell intriqués :
{\displaystyle \left|\varphi \right\rangle ={\frac {1}{\sqrt {2}}}{\bigg (}\left|+\right\rangle _{a}\otimes \left|+\right\rangle _{b}+\left|-\right\rangle _{a}\otimes \left|-\right\rangle _{b}{\bigg )}\otimes {\frac {1}{\sqrt {2}}}{\bigg (}\left|+\right\rangle _{c}\otimes \left|+\right\rangle _{d}+\left|-\right\rangle _{c}\otimes \left|-\right\rangle _{d}{\bigg )}}
où {\displaystyle \left|+\right\rangle } et {\displaystyle \left|-\right\rangle } sont des états propres de l'opérateur de Pauli Sx avec des valeurs propres +1 et -1 respectivement, tandis que les indices a, b, c et d identifient les composants de chaque état de Bell, avec a et c allant à Alice, et b et d allant à Bob. Le symbole {\displaystyle \otimes } représente le produit tensoriel.
Les observables pour ces composantes peuvent être écrites comme des produits de matrices de spin de Pauli :
{\displaystyle S_{x}={\begin{bmatrix}0&1\\1&0\end{bmatrix}},S_{y}={\begin{bmatrix}0&-i\\i&0\end{bmatrix}},S_{z}={\begin{bmatrix}1&0\\0&-1\end{bmatrix}}}.
Les produits de ces opérateurs de spin de Pauli peuvent être utilisés pour remplir le tableau 3 × 3 de sorte que chaque ligne et chaque colonne contienne un ensemble d'observables mutuellement commutant  avec des valeurs propres +1 et -1, et le produit des observables de chaque ligne étant  l'opérateur d'identité, et le produit des observables dans chaque colonne équivalant à l'opérateur d'identité nié. Il s'agit d'un  carré magique dit de Mermin-Peres . Il est montré dans le tableau ci-dessous :
| {\displaystyle +I\otimes S_{z}}     | {\displaystyle +S_{z}\otimes I}     | {\displaystyle +S_{z}\otimes S_{z}} |
| {\displaystyle +S_{x}\otimes I}     | {\displaystyle +I\otimes S_{x}}     | {\displaystyle +S_{x}\otimes S_{x}} |
| {\displaystyle -S_{x}\otimes S_{z}} | {\displaystyle -S_{z}\otimes S_{x}} | {\displaystyle +S_{y}\otimes S_{y}} |
En effet, s'il n'est pas possible de construire un tableau 3 × 3 avec des entrées +1 et -1 telles que le produit des éléments de chaque ligne est égal à +1 et le produit des éléments de chaque colonne est égal à -1, il est possible de le faire avec la structure algébrique plus riche basée sur des matrices de spin.
Le jeu se déroule en demandant à chaque joueur de faire une mesure de sa part de l'état intriqué à chaque tour de jeu. Chacune des mesures d'Alice lui donnera les valeurs d'une ligne, et chacune des mesures de Bob lui donnera les valeurs d'une colonne. C'est possible parce que tous les observables d'une ligne ou d'une colonne commutent, il existe donc une base dans laquelle ils peuvent être mesurés simultanément. Pour la première ligne d'Alice, elle doit mesurer ses particules dans la base {\displaystyle S_{z}}, pour la deuxième rangée, elle doit les mesurer dans la base {\displaystyle S_{x}}, et pour la troisième ligne, elle doit les mesurer sur une base intriquée. Pour la première colonne de Bob, il doit mesurer sa première particule dans la base {\displaystyle S_{x}} et la seconde dans la base {\displaystyle S_{z}} ; pour la deuxième colonne, il doit mesurer sa première particule dans la base {\displaystyle S_{z}}  et la seconde dans la base {\displaystyle S_{x}}, et pour sa troisième colonne, il doit mesurer ses deux particules dans une base intriquée différente, la base de Bell. Tant que le tableau ci-dessus est utilisé, les résultats de mesures donnent toujours le produit  +1 pour Alice le long de sa ligne et -1 pour Bob dans sa colonne. Bien sûr, chaque tour complètement nouveau nécessite un nouvel état intriqué, car les différentes lignes et colonnes ne sont pas compatibles les unes avec les autres.

## Jeu de  Greenberger-Horne-Zeilinger
Le jeu de Greenberger-Horne-Zeilinger (abrégé en GHZ) est un autre exemple intéressant de pseudo-télépathie quantique. Dans le cadre classiques, le jeu a 75% de probabilité de gagner. Cependant, avec une stratégie quantique, les joueurs gagnent toujours avec une probabilité de gain égale à 1.
Il y a trois joueurs, Alice, Bob et Carol qui jouent contre un arbitre. L'arbitre pose une question dans l’ensemble {\displaystyle \{0,1\}} à chacun des joueurs. Les trois joueurs répondent chacun par une réponse dans {\displaystyle \{0,1\}}. L'arbitre tire trois questions {\displaystyle (x,y,z)} uniformément parmi les 4 possibilités {\displaystyle \{(0,0,0),(1,1,0),(1,0,1),(0,1,1)\}} . À titre de exemple, si la question  est {\displaystyle (0,1,1)}, alors Alice reçoit le bit 0, Bob reçoit le bit 1 et Carol reçoit le bit 1 de la part de l'arbitre. Sur la base du bit de question reçu, Alice, Bob et Carol répondent chacun par une réponse {\displaystyle a}, {\displaystyle b}, {\displaystyle c} également sous la forme 0 ou 1. Les joueurs peuvent formuler une stratégie d’ensemble avant le début de la partie. Cependant, aucune communication n'est autorisée pendant le jeu lui-même.
Les joueurs gagnent si {\displaystyle a\oplus b\oplus c=x\lor y\lor z}, où {\displaystyle \lor } indique la condition "ou" et {\displaystyle \oplus } indique la somme des réponses modulo 2. En d'autres termes, si {\displaystyle x=y=z=0} alors la somme des trois réponses doit être même. Sinon, la somme des réponses doit être impaire.
| {\displaystyle x} | {\displaystyle y} | {\displaystyle z} | {\displaystyle a\oplus b\oplus c} |
| ----------------- | ----------------- | ----------------- | --------------------------------- |
| 0                 | 0                 | 0                 | 0 mod 2                           |
| 1                 | 1                 | 0                 | 1 module 2                        |
| 1                 | 0                 | 1                 | 1 module 2                        |
| 0                 | 1                 | 1                 | 1 module 2                        |

### Stratégie classique
Dans le jeu classique, Alice, Bob et Carol peuvent utiliser une stratégie déterministe qui aboutit toujours à une somme impaire (par exemple Alice donne toujours 1. Bob et Carol donnent toujours 0). Les joueurs gagnent 75% du temps et ne perdent que si les questions sont {\displaystyle (0,0,0)} .
En fait, c'est la meilleure stratégie gagnante dans le cas classique. On ne peut satisfaire qu'au plus 3 conditions gagnantes sur 4. Soient en effet {\displaystyle a_{0},a_{1}} la réponse d'Alice à la question 0 et 1 respectivement, {\displaystyle b_{0},b_{1}} la réponse de Bob à la  question 0, 1 et {\displaystyle c_{0},c_{1}} être la réponse de Carol à la question 0, 1. On peut écrire les contraintes que doivent satisfaire les conditions gagnantes comme :
{\displaystyle {\begin{aligned}&a_{0}+b_{0}+c_{0}=0{\bmod {2}}\\&a_{1}+b_{1}+c_{0}=1{\bmod {2}}\\&a_{1}+b_{0}+c_{1}=1{\bmod {2}}\\&a_{0}+b_{1}+c_{1}=1{\bmod {2}}\end{aligned}}}
S'il existait une stratégie classique qui satisfait les quatre conditions gagnantes, les quatre conditions doivent être remplies. Or, chaque terme apparaît deux fois sur le côté gauche. Par conséquent, la somme du côté gauche des équations est  0 mod 2. Or, la somme du côté droit est égal à  1 mod 2. Les quatre conditions gagnantes ne peuvent donc pas être satisfaites simultanément.

### Stratégie quantique
On suppose maintenant qu'Alice, Bob et Carol ont décidé d'adopter une stratégie quantique. Les trois partagent désormais un état tripartite enchevêtré 
{\displaystyle |{\psi }\rangle ={\frac {1}{\sqrt {2}}}(|000\rangle +|111\rangle )},
connu sous le nom d'état GHZ.
Si la question 0 est reçue, le joueur effectue une mesure dans la base X {\textstyle \{|+\rangle ,|-\rangle \}} . Si la question 1 est reçue, le joueur effectue une mesure dans la base Y {\textstyle \left\{{\frac {1}{\sqrt {2}}}(|0\rangle +i|1\rangle ),{\frac {1}{\sqrt {2}}}(|0\rangle -i|1\rangle )\right\}} . Dans les deux cas, les joueurs répondent 0 si le résultat de la mesure est le premier état de la paire, et répondent 1 si le résultat est le deuxième état de la paire.
Il est facile de vérifier qu'avec cette stratégie les joueurs gagnent la partie avec probabilité 1.

## Développements
Il a été prouvé par Gisin que le jeu ci-dessus est le jeu à deux joueurs le plus simple de ce genre dans lequel la pseudo-télépathie quantique permet une victoire avec une probabilité égale à 1.
D'autres jeux dans lesquels la pseudo-télépathie quantique se produit ont été étudiés, notamment des jeux de carré magique plus grands
, des jeux de coloration de graphes (en) donnant lieu à la notion de nombre chromatique quantique et les jeux multijoueurs impliquant plus de deux participants
On peut en général améliorer la probabilité de gagner un jeu non local à deux joueurs en augmentant le nombre de qubits intriqués que les joueurs sont autorisés à partager. Il est impossible de calculer la probabilité maximale de gagner un jeu à deux joueurs en utilisant la pseudo-télépathie quantique, mais une limite inférieure peut être établie en supposant un nombre important, mais fini, de qubits intriqués partagés ; une limite supérieure peut également être établie en termes d'un cadre équivalent au jeu non local basé sur des matrices commuantes. Le calcul des limites supérieures et inférieures de la probabilité maximale de gain est NP-difficile. Alors que dans certains jeux on peut calculer la probabilité maximale de gain de manière arbitrairement proche, une réfutation probable de la conjecture d'encadrement de Connes implique qu'il existe des jeux où ces limites ne convergent pas vers une unique probabilité maximale de gain.
D'autres études abordent la question de la robustesse au bruit dû aux mesures imparfaites sur l'état quantique cohérent. Des travaux ont montré une augmentation exponentielle du coût de communication dans le calcul distribué non linéaire, due à l'intrication, lorsque le canal de communication lui-même est restreint à être linéaire.

## Articles liés
- Théorie des jeux
- Paradoxe EPR
- Théorème de Kochen-Specker.
- Informatique quantique
- Téléportation quantique
- Théorie de l'absorbeur de Wheeler et Feynman
- Qubit